# Detención

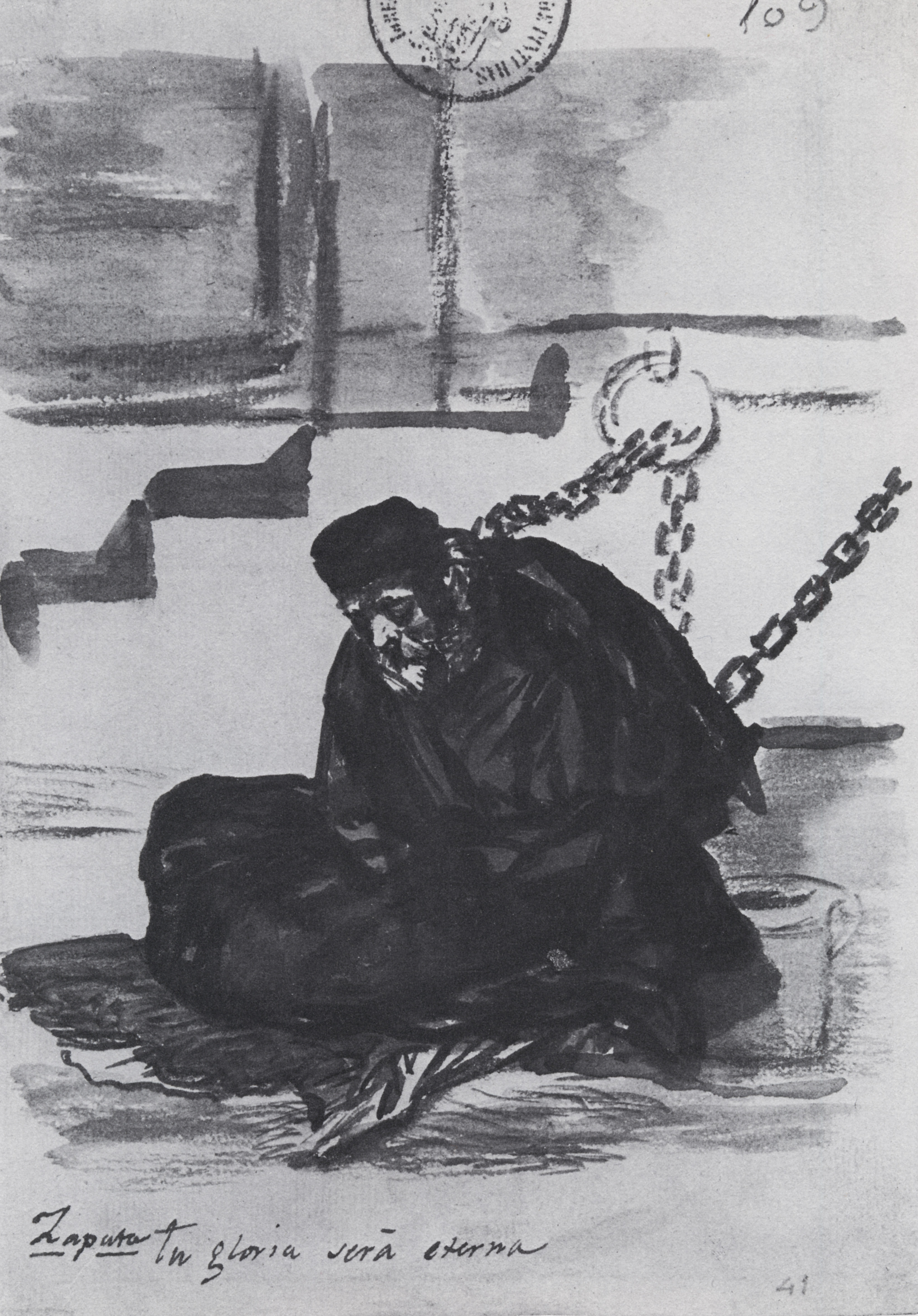
Grabado de Francisco de Goya que muestra al médico Diego Zapata encadenado en la cárcel de la Inquisición de Cuenca. Diego Zapata fue un eminente médico e intelectual del siglo XVII que, dado su origen judeoconverso, fue detenido por el Santo Oficio en 1721 acusado del delito de judaizar (practicar en secreto la religión judía).

La detención es una medida cautelar personal que consiste en la privación temporal de la libertad ambulatoria ordenada por una autoridad competente.
Tiene como finalidad la que establece la ley que, normalmente, consiste en la puesta a disposición de una persona ante el juez. Entre las causas que dan lugar a la detención se encuentran haber cometido un delito o ser sospechoso de ello o ser interrogado, quebrantado su condena, fugado estando detenido o en prisión preventiva, o porque de otra manera su comparecencia judicial se pudiere ver demorada o dificultada. Habitualmente existen límites y requisitos legales, como plazos y formas, que es necesario cumplir.
La diferencia entre la detención y el secuestro está en el sujeto que realiza la privación de la libertad. En el caso de la detención, la realiza una autoridad o un particular en el ejercicio de sus competencias.

## Temporalidad
La detención es por definición una situación temporal. Debe desembocar finalmente en la puesta a disposición de la persona detenida ante el juez, o bien en la puesta en libertad pasado el plazo máximo de detención autorizado por la ley.
El motivo de dicha temporalidad es que la detención se realiza normalmente en una fase en la que no existe todavía una decisión judicial que permita la privación de la libertad (ya sea a través de la prisión preventiva o, mediante la condena a una pena privativa de libertad).
Al no haber habido decisión judicial, no ha habido tampoco posibilidad de que el detenido ejerza su derecho a la defensa. Si la situación de detención se prolongase indefinidamente, se podrían conculcar los derechos fundamentales de la persona sin que hubiese ningún control judicial (tal y como ocurre en estados no democráticos, o en situaciones de guerra o de vacío legal).

## Detención por particulares en España
Según la Ley de Enjuiciamiento Criminal de España, en sus artículos 490 y 491, cualquier persona puede detener:
- Al que intentare cometer un delito, en el momento de ir a cometerlo.
- Al delincuente in fraganti.
- Al que se fugare del establecimiento penal en que se halle extinguiendo condena.
- Al que se fugare de la cárcel en que estuviere esperando su traslación al establecimiento penal o lugar en que deba cumplir la condena que se le hubiese impuesto por sentencia firme.
- Al que se fugare al ser conducido al establecimiento o lugar mencionado en el número anterior.
- Al que se fugare estando detenido o preso por causa pendiente.
- Al procesado o condenado que estuviere en rebeldía.

## Detención ilegal
Detención ilegal es aquella realizada sin cumplir los requisitos que legalmente se establezcan. Supone un abuso de autoridad, y en los estados de derecho existen medidas para defenderse.
Al procedimiento para solicitar la interrupción de una detención ilegal se le denomina habeas corpus.
Requisito indispensable de la detención ilegal, que el agente ha de obrar con dolo, es decir, saber que está cometiéndola y aun así realizarla.

## Detención solicitantes de asilo
El número de personas huyendo de conflictos y persecuciones está aumentando. Muchos países están tomando medidas severas para desalentar a las personas que desean solicitar asilo. Una de las más controvertidas es la de confinar a los solicitantes de asilo en centros de detención. Es importante comprender el impacto que tiene la detención en la salud de estos solicitantes, quienes ya de por sí poseen altos índices de traumas previos a su migración, debido a su exposición a la guerra, genocidio o encarcelamiento. Estas experiencias los hacen vulnerables a tener problemas de salud, y confinarlos puede empeorar dichos problemas.
Una revisión sistemática de 9 estudios realizados en Reino Unido, Japón, Canadá y Australia, comparó a los solicitantes detenidos con lo que no lo fueron. Los resultados indican que la detención tiene un impacto negativo en la salud mental de los solicitantes. Los niveles de trastorno por estrés postraumático, depresión, y ansiedad, antes y después de la liberación, fueron más altos entre los solicitantes de asilo detenidos comparados con los que no lo fueron. Los formuladores de políticas deberían entonces considerar otras opciones que sean menos dañinas que la detención, y monitorear las opciones que restringen la libertad de circulación.